# Каунасское военное училище
Каунасское военное училище (лит. Kauno karo mokykla) — военно-учебное заведение, действовавшее в Каунасе в 1919—1940 годах для подготовки офицеров армии Литвы.

## История
Училище было открыто в 1919 году. Вначале из-за недостатка офицеров в литовской армии, срок обучения составлял 4 месяца. В 1920 году — 1 год, с 1921 года — 2 года, С 1935 — 3 года. В училище принимались только неженатые мужчины, окончившие гимназию. В сентябре 1940 года училище было переведено в Вильнюс и преобразовано в Вильнюсское пехотное училище. В 1926—1940 годах в училище действовали курсы офицеров запаса. Окончившие эти курсы выпускались в звании младший лейтенант в запас.